# サー・トマス・モア
『サー・トマス・モア』（Sir Thomas More）は、トマス・モアの生涯を描いた、アンソニー・マンディ（Anthony Munday）他によるエリザベス朝演劇の戯曲。原稿が1つだけ現存しているのみで、それは大英博物館に所蔵されている。その中の3ページをウィリアム・シェイクスピアが書いた可能性があるだけでなく、エリザベス朝演劇の検閲の実態を明らかにしてくれる意味でも、重要な原稿である。
シェイクスピアが『サー・トマス・モア』に手を加えたことが最初に指摘されたのは1871年から1872年のことで、当時の重要なシェイクスピア研究家リチャード・シンプソン（Richard Simpson）とサー・フランシス・ベーコンの著作の編者ジェームズ・スペディング（James Spedding）によってなされた。1916年、古文書研究家のサー・エドワード・モーンド・トンプソン（Edward Maunde Thompson）はいくつかの筆跡の中の「ハンドD」がシェイクスピアの筆跡であると鑑定した。その説は1923年に5人の著名研究者による『Shakespeare's Hand in the Play of Sir Thomas More』の出版でさらに強まった。多角的な分析のいずれもが肯定的結論を導き出したのだ。議論はまだ続いているものの、2005年にはロイヤル・シェイクスピア・カンパニーが、2007年には『オックスフォード版シェイクスピア全集』第2版が、『サー・トマス・モア』をシェイクスピアの作品に含めた。

## 原稿
大英博物館に所蔵されている「MS. Harley 7368」の原稿の出自は1728年にまで遡ることができる。その時はジョン・マレーというロンドン人が所有していた。その後、第3代オックスフォードならびにモーティマー伯エドワード・ハーリーに渡り、1753年、他のハーリーのコレクションとともに大英博物館に移った。
状態は悪く、元々は全16枚（32ページ）でできていて、手書きの31ページは作品の清書で、最後のページは空白である。しかし2枚か3枚が破れたようで、7枚と小さな2ページが挿入されている。
現存するものの修正された原稿は次のような内容である（フォリオ1と2は原稿を包装する目的のものなので無視する）
- フォリオ3-5：筆跡はハンドS。ページ5aまで劇の最初の3場面。祝典局長（Master of the Revels）エドマンド・ティルニー（Edmund Tylney）による検閲があるが、それ以外は無傷。ページ5bでは、最初の16行以降のすべてのテキストに削除のマーク。（すぐ後に続く、少なくとも1つ、おそらく2つ、オリジナルのページ6と7が紛失）
- フォリオ6：追加I。筆跡はハンドA。1枚の片面だけに書かれている。ただし、場所が間違いで、本来は劇の後半ページ19aにくるもの。
- フォリオ7-9：追加II。5b、オリジナルの6とおそらく7のにあった削られた部分と差し替えられた3枚。3枚は別々の筆跡。
  - フォリオ7a：追加IIa。筆跡はハンドB。5bの削除された短い場面にかわる1場面。
  - フォリオ7b：追加IIb。筆跡はハンドC。別の完全な場面。それに後継者へのト書き。
  - フォリオ8-9：追加IIc。筆跡はハンドD。3ページの場面（ページ9bは空白）。それに筆跡ハンドCによる約1ダースの訂正。
- フォリオ10-11：筆跡はハンドS。オリジナルの原稿に戻っているが、ページ10aと11aに筆跡ハンドBによる書き入れがある。
- フォリオ11c：追加III。筆跡はハンドC。2つの小さなページの挿入の最初のもの。前のページ11bの下に貼り付けてあり、次の場面の始まりを意味する21行の独白が書かれている。
- フォリオ12-13：追加IV。筆跡はハンドCとハンドE。撤回された部分と差し替えられた4ページ。主にハンドCが書くが、ページ13bにハンドEの書き込み。
- フォリオ14a：筆跡はハンドS。再びオリジナルに戻るが、全ページ削除されている。追加IVはこの部分の差し替えになる。
- フォリオ14c：追加V。筆跡はハンドC。2つの小さなページの挿入の2番目で、ページ14aの下に貼り付けられている。
- フォリオ14bと15：筆跡はハンドS。再びオリジナル。
- フォリオ16：追加VI。筆跡はハンドB。最後の6つの追加。
- フォリオ17-22a：筆跡はハンドS。オリジナル版の最後。ページ19aの長い節がカット。フォリオ6（追加I）は実際はこの場所に来る[1]。

ハンドCは全体を校正しようとしたようで一貫性を強化している。しかし、いくつかのト書き、誰の台詞かの指示が失われている。ト書きのいくつかには誤りがある（追加IIIとIVでモアは登場する前に独白を喋っている）。
こんな状態なので、研究者・評論家・編者たちがこのテキストは「雑然」としていて、「矛盾を減らすべき」と言うのはむべからぬことだろう。しかし、1987年にスコット・マクミランはそれに異を唱え、この劇はそのままで上演可能であると主張し、続いて、2005年のロイヤル・シェイクスピア・シアターが上演した。
原稿が最初に印刷・出版されたのは執筆から2世紀半経った1844年で、出版社はシェイクスピア協会、編者はアレキサンダー・ダイス（Alexander Dyce）だった。1911年にはウォルター・ウィルソン・グレッグ（Walter Wilson Greg）編でマローン協会から出版された。

## 内容
『サー・トマス・モア』は、その改訂を含む問題を別とすれば、驚くべき劇である。劇の最初の500行だけで22人、全部で59人もの台詞のある登場人物がいるのである。さらに、群衆シーンまであり、当時の劇団の上演能力には相当な負担をかけるものである。俳優たちは二役あるいはそれ以上の兼ね役をする必要があり、劇もそうできるよう構築されている。劇は大きく3つの部分に分かれている。つまり、モアの台頭、大法官になったモア、モアの破滅、である。最初から最後まで出ずっぱりなのはモアとソールズベリー伯、サリー伯の3人だけである。他にはモア夫人、パーマー、ローパー、市長、州長官らが2、3の場面に分かれて登場する。
政治的な検閲を除けば、改訂は純粋に演出についての現実的な懸念からなされたものである。たとえば、追加IIIとVIは衣裳替えの時間を作るためだった。追加IIIでは2人の役者の間にモアの45行にも及ぶ長い独白を挟み、追加VIも同じく、劇の最終局面の準備のための息をつく暇を与えている。
確かではないが、おそらく、以下のようないきさつで書かれたのだろうと思われる。
1. 『サー・トマス・モア』のオリジナルが執筆されたのは1591年から1593年頃。ロンドンで「外国人」に対する敵意に関心があったことを考えると、1592年から1593年に絞られる。
2. エドマンド・ティルニーの検閲は、承認を受けるため提出された時。その時事性同様に上演での政治的な表現が考慮された。
3. 『サー・トマス・モア』は当時、このような大規模かつ大変な上演が唯一可能だった劇団「Lord Strange's Men」のために書かれた。
4. 800余行の台詞のあるモア役は、当時そのような大役を演じたことで知られるエドワード・アレン（Edward Alleyn）を想定して書かれた。
5. 『サー・トマス・モア』は、この劇が求める特殊な舞台設備（巨大な2段の舞台と特殊な囲み）を有するフィリップ・ヘンスローの劇場ローズ座（The Rose）での上演を意図した[2]。

1594年の劇団の再編以降、原稿の所有権は海軍大臣一座（Admiral's Men）に移ったものと思われる。改訂の時期を特定することは難しいが、多くの研究者が1596年頃と見ているが、遅くとも1604年頃まではありうるとされている。改訂のほとんどは劇の本筋に対してなされ、より演じやすくなっている。とはいえ、改定版でも最低18人（13人の大人と5人の少年）を必要とした。

## 作者
原稿は、合作、改訂、検閲が入り交じったテキストとなっている。オリジナルを執筆したのは、劇作家アンソニー・マンディとヘンリー・チェトル（Henry Chettle）だと信じられている。おそらくその数年後、トマス・ヘイウッド（Thomas Heywood）、トマス・デッカー（Thomas Dekker）、そしておそらくウィリアム・シェイクスピアから成る劇作家チームによってかなりの改訂がなされた。
6つの筆跡が誰のものかは、次のように考えられている。
- ハンドS：アンソニー・マンディ。オリジナル原稿。
- ハンドA：ヘンリー・チェトル
- ハンドB：トマス・ヘイウッド
- ハンドC：この劇の大部分を書き写したプロの筆記者
- ハンドD：ウィリアム・シェイクスピア
- ハンドE：トマス・デッカー

マンディ、チェトル、デッカー、ヘイウッドは1600年前後に海軍大臣一座のための劇を書いていて、この劇と劇団の関係説を強めるが、シェイクスピアは部外者である。スコット・マクミランは、シェイクスピアが関与したのはオリジナルの方で、その時期は1590年代の初期、その頃シェイクスピアはLord Strange's Menのために書いていたのだろうと仮定した。
ハンドDの部分は「シェイクスピアの作品として一般的に認めうるもの」ではある。しかし、それをはっきりと証明するものはなく、議論はなお続いている。シェイクスピアでなくジョン・ウェブスターであるという意見もある。もしシェイクスピア説が正しいのだとしたら、問題の3ページは（2、3の文書への署名を除いて）現存する唯一のシェイクスピアの手書き原稿ということになり、多くの修正、削除、挿入に、シェイクスピアの創作の課程を垣間見ることができることになる。

## シェイクスピア説の根拠
ハンドDをシェイクスピアの筆跡とする根拠は複数ある。
- 現存する6つのシェイクスピアの署名との筆跡の類似
- シェイクスピア独特の綴り
- シェイクスピア作品と類似した文体論的要素

1871年から1872年にかけてのシンプソンとスペディングの最初の提起は、古文書的・正書法的な考察からというよりは、文学的なスタイルと内容、政治的展望に基づくものだった。
具体的に、ハンドDとシェイクスピアの比較をしてみる（斜体部に注意）。
『サー・トマス・モア』追加IIc、84-7。
For other ruffians, as their fancies wrought,
With self same hand, self reasons, and self right,
Would shark on you, and men like ravenous fishes
Would feed on one another.
『コリオレイナス』第1幕第1場184-8行
What's the matter,
That in these several places of the city
You cry against the noble Senate, who
(Under the gods) keep you in awe, which else
Would feed on one another?
『トロイラスとクレシダ』第1幕第3場121-4行
And appetite, an universal wolf
(So doubly seconded with will and pwer)
Must make perforce an universal prey,
And last eat up himself.
『ペリクリーズ』第2幕第1場26-32行
3rd Fisherman:...Master, I marvel how the fishes live in the sea.
1st Fisherman: Why, as men do a-land; the great ones eat up
the little ones. I can compare our rich misers to nothing so fitly
as to a whale: 'a plays and tumbles, driving the poor fry before him,
and at last devour them all at a mouthful.
『サー・トマス・モア』へのハンドDによる追加の多くの特徴が、シェイクスピア研究者・読者を引きつけ、専門分野からのより集中的な研究を導いた。

## 主な登場人物

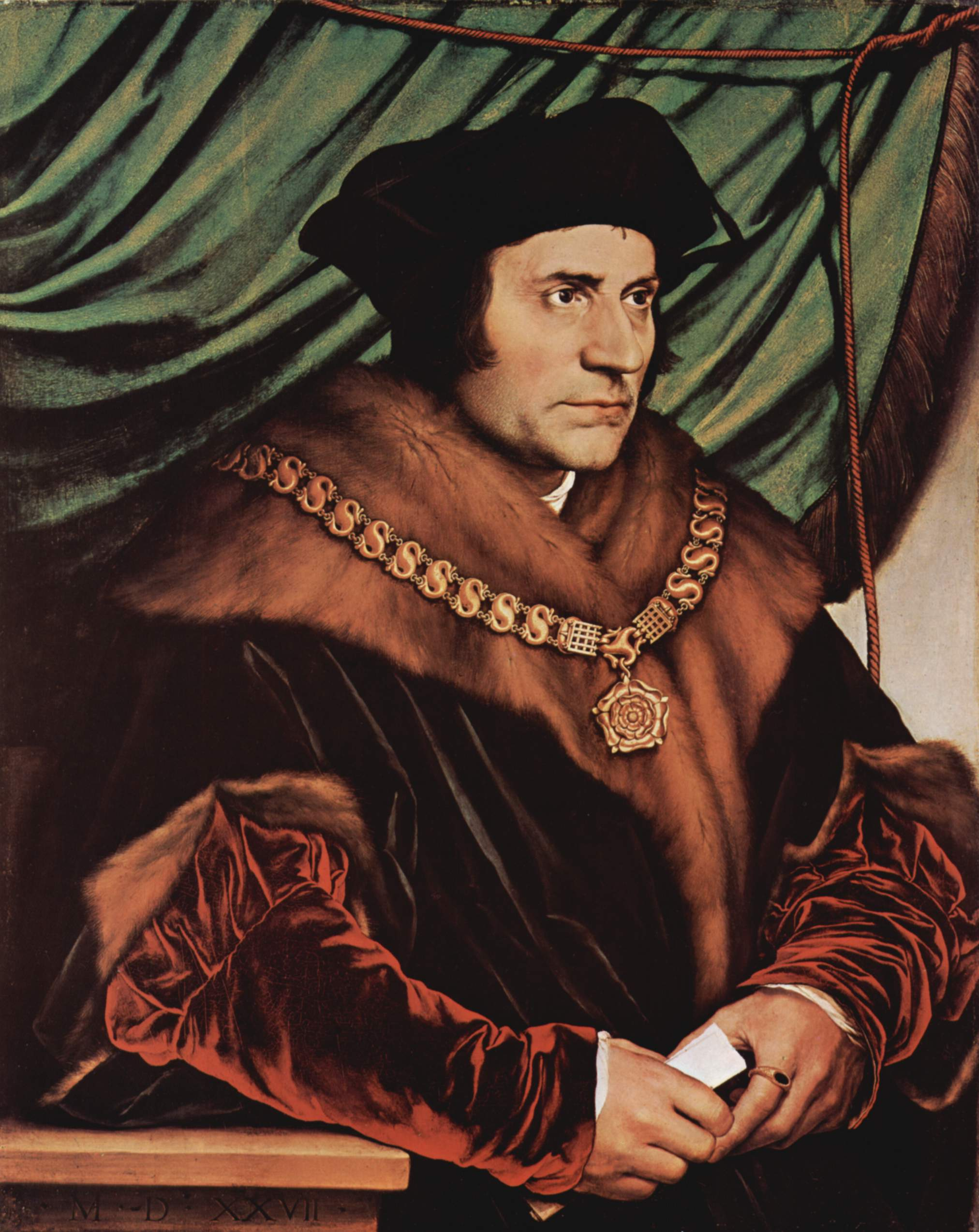
サー・トマス・モア（ハンス・ホルバイン子・画、1536年頃）

- シュールズベリー伯（Earl of SHREWSBURY）
- サリー伯（Earl of SURREY）
- サー・トマス・パーマー（Sir THOMAS PALMER）
- サー・ロジャー・コームリー（Sir ROGER CHOMLEY）
- サー・トマス・モア（Sir THOMAS MORE）
- 市長（Lord Mayor）
- エラスムス（ERASMUS）
- ローパー（ROPER） - モアの義理の息子。
- モア夫人（Lady MORE）
- 市長夫人（Lady Mayoress）
- ローパー夫人（Mistress ROPER） - モアの娘。

## あらすじ
劇は、トマス・モアの栄光と没落の生涯を虚実ないまぜて劇化したものである。
物語は1517年の「Evil May Day」の暴動で幕を開ける。モアはこの時ロンドンの州長官代理で、暴動を鎮圧する（ティルニーの検閲で「外人たち」が「ロンバルディア人」に変更されている。おそらく、ロンドンには抗議するほどロンバルディア人がいなかったからだろう）。
中盤では、大法官になったモアが描かれる。エピソードはウィリアム・ローパー（モアの義理の息子）の伝記とジョン・フォックス（John Foxe）の『殉教者列伝（Foxe's Book of Martyrs）』からの寄せ集めである。エラスムスをからかう場面もあり、モアのウィットと良識が表現される。
終盤はモアの破滅と死である。この劇が書かれた当時はまだテューダー朝統治期（エリザベス朝）だったので、モアを処刑したヘンリー8世（エリザベス1世の父親）は慎重に扱われている。論争の背景は言及されず、また誰も王を直接批判することはない。代わりに、モアの運命はフォルトゥーナの「運命の輪」という中世的な表現で表され、モアもストイックに死を受け止める。